# Dionisio III di Costantinopoli
Dionisio III o Dioniso III (in greco Διονύσιος Γ΄; Andro, 1615 – Monte Athos, 14 ottobre 1696) è stato un arcivescovo ortodosso greco con cittadinanza ottomana, che ha ricoperto la carica di patriarca ecumenico di Costantinopoli dal 29 giugno 1662 al 21 ottobre 1665.

## Origini
Dionisio era originario dell'isola di Andros. Nelle fonti, appare spesso con il cognome Vardalis ed è quindi confuso con Cirillo III di Tarnovo. Tuttavia, il cognome Vrahlalis risale al XIII secolo, quando il poeta bizantino Manuel Philes, in un opuscolo sulla Vergine Maria, menziona il nome di Manuel Vardalis. Una persona di nome "Leontas Vradalis" visse a Costantinopoli tra la fine del XIII e l'inizio del XIV secolo e lavorò come direttore dell'orfanotrofio della città. Ad Andros, il nome Vardalis si trova in alcune regioni dell'isola, compresa la capitale.

## Biografia
Tra il luglio 1652 e il 1662, Dionisio fu metropolita di Larissa. Dopo l'impiccagione del metropolita di Prousa, Gabriele, Dionisio subentrò nel 1659 come proedro della metropoli. Nel 1662 fu eletto patriarca. Su sua richiesta, Manuel Castoriano fondò, nel 1663, la Grande Scuola della Nazione, che in seguito sarebbe stata l'Accademia Patriarcale. Fu anche coinvolto in diatribe ecclesiastiche con la Chiesa ortodossa russa a causa degli attacchi del patriarca di Mosca Nikon.
Dionisio fu deposto il 21 ottobre 1665 e, nell'aprile del 1665, subentrò come proedro della metropolia di Salonicco. Nel 1669, Dionisio andò a Gerusalemme e poi andò sul Monte Athos. Lì, a proprie spese, Dionísio riformò il Monastero della Grande Lavra e lo Skete di Sant'Anna, vivendo in entrambi alternativamente. Dionisio morì e fu sepolto sull'Athos il 14 ottobre 1696.